# Замчевський Іван Костянтинович
Іван Костянтинович Замчевський (4 травня 1909, місто Москва, тепер Російська Федерація — 14 травня 1979, місто Москва) — радянський діяч, дипломат, надзвичайний і повноважний посол СРСР в Югославії, 1-й секретар Ленінградського міського комітету КПРС. Кандидат у члени ЦК КПРС у 1956—1961 роках. Депутат Верховної Ради СРСР 4-го скликання.

## Життєпис
Народився в селянській родині. У 1924 році закінчив семирічну школу.
У 1924—1927 роках — учень токаря, токар Жовтневої залізниці. У 1927—1930 роках — токар заводу «Авіаприлад».
Одночасно з 1927 по 1930 рік навчався на вечірньому робітничому факультеті.
Член ВКП(б) з 1929 року.
У 1930—1936 роках — студент Московського авіаційного інституту.
У 1936—1939 роках — інженер Центрального інституту авіаційного моторобудування. У січні 1939 — січні 1940 року — заступник секретаря партійного комітету Центрального інституту авіаційного моторобудування.
З січня по жовтень 1940 року — інструктор відділу авіаційної (оборонної) промисловості Московського міського комітету ВКП(б).
У жовтні 1940 — травні 1943 року — партійний організатор ЦК ВКП(б) авіаційного заводу № 1 імені Сталіна в Москві (потім — у місті Куйбишеві).
У травні 1943 — жовтні 1945 року — заступник секретаря Новосибірського обласного комітету ВКП(б) з авіаційної промисловості — завідувач відділу авіаційної промисловості Новосибірського обласного комітету ВКП(б).
У жовтні 1945—1946 роках — слухач Вищої школи партійних організаторів при ЦК ВКП(б).
2 серпня 1946 — 4 серпня 1948 року — заступник завідувача відділу кадрів авіаційної промисловості Управління кадрів ЦК ВКП(б).
4 серпня 1948 — 5 грудня 1949 року — заступник завідувача сектору авіаційної промисловості відділу машинобудування ЦК ВКП(б).
У 1949 році — заступник завідувача відділу машинобудування Ленінградського міського комітету ВКП(б).
У грудні 1949 — листопаді 1953 року — 1-й секретар Кіровського районного комітету ВКП(б) міста Ленінграда.
25 листопада 1953 — 27 липня 1956 року — 1-й секретар Ленінградського міського комітету КПРС.
У липні 1956 — жовтні 1957 року — завідувач V-го Європейського відділу і член колегії Міністерства закордонних справ СРСР.
1 жовтня 1957 — 27 листопада 1960 року — надзвичайний і повноважний посол СРСР в Югославії
У 1960—1961 роках — на відповідальній роботі в центральному апараті Міністерства закордонних справ СРСР.
З 1962 року — директор видавництва «Прогрес».
Потім — персональний пенсіонер союзного значення в Москві.
Помер 14 травня 1979 року в Москві. Похований в Москві на Новодівочому цвинтарі.

## Нагороди
- орден Леніна (16.11.1955)
- орден Трудового Червоного Прапора (2.07.1945)
- орден Червоної Зірки (8.09.1941)
- орден «Знак Пошани» (31.12.1940)
- ордени
- медалі
- надзвичайний і повноважний посол